# GSC Game World
GSC Game World é uma desenvolvedora de jogos para computador fundada em Kyiv, Ucrânia em 1995 como uma companhia de enciclopédia multimídia educacional. Somente em 1997 que ela começou a desenvolver jogos eletrônicos como Cossacks: European Wars, American Conquest, Alexander, S.T.A.L.K.E.R.: Shadow of Chernobyl , S.T.A.L.K.E.R.: Clear Sky, e está trabalhando em títulos como a segunda parte da trilogia de Heroes of Annihilated Empires. Em 2004, a GSC Game World fundou a marca de publicação GSC World Publishing.
O jogo mais famoso da GSC Game World é a série Cossacks, mas também é conhecida pela série S.T.A.L.K.E.R.. Muitos de seus títulos foram publicados na Europa pela Cdv Software Entertainment. Recentemente, a GSC, companhia responsável pelo desenvolvimento de S.T.A.L.K.E.R., revelou que a versão para Xbox 360 não estará disponível até que Call of Prypiat, a sequência para o game original do PC, seja lançada. Além disso, a empresa ainda informou que possui ambições para levar a franquia a outras plataformas, como PlayStation 3, Nintendo Wii e PlayStation Portable. E em seguida, Call of Prypiat foi lançado em outubro.
O último jogo lançado foi S.T.A.L.K.E.R.: Call of Pripyat. Segue o estilo dos seus antecessores, com ótimos gráficos no FPS (First Person System, ou Jogo em Primeira pessoa).[carece de fontes?]
Em 9 de dezembro de 2011, GSC foi dissolvida. Dois novos estúdios foram formadas por funcionários que trabalhavam em S.T.A.L.K.E.R. Vostok Games e 4A Games. Em 2013, uma nova empresa foi formada, chamada West Games (antiga Union Studio), com ex-membros ou maiores especialistas do S.T.A.L.K.E.R., a série.
Em dezembro 2014 a maioria da equipe da GSC foi restabelecida e a empresa continuou a existir. 
Em 2016 a empresa lança um remake do jogo Cossacks: European Wars, originalmente de 2001. 
Em maio 2018 a desenvolvedora anunciou a sequência S.T.A.L.K.E.R.: 2 para PC, que mais tarde foi anunciado que o jogo também será lançado para o console Xbox Series S/X.
Em 2022 devido a invasão russa na Ucrânia, o estúdio teve que se mudar para Praga, Chéquia.

## Jogos criados
- 2001 - Codename: Outbreak
- 2001 - Cossacks: European Wars
- 2002 - Cossacks: Art of War
- 2002 - Cossacks: Back to War
- 2003 - Hover Ace
- 2003 - American Conquest
- 2003 - American Conquest: Fight Back
- 2004 - Alexander
- 2004 - Firestarter
- 2005 - Cossacks II: Napoleonic Wars
- 2006 - Heroes of Annihilated Empires
- 2007 - S.T.A.L.K.E.R.: Shadow of Chernobyl
- 2008 - S.T.A.L.K.E.R.: Clear Sky
- 2009 - S.T.A.L.K.E.R.: Call of Pripyat
- 2016 - Cossacks 3
- 2024 - S.T.A.L.K.E.R. 2: Heart of Chornobyl